# Katherine Yelick
Katherine "Kathy" Anne Yelick est une informaticienne américaine, professeure de génie électrique et d'informatique à l'Université de Californie à Berkeley, et directrice adjointe des laboratoires pour les sciences informatiques au Laboratoire national Lawrence-Berkeley.

## Formation et carrière
Katherine Yelick a reçu son bachelor, son master, et un doctorat en informatique du Massachusetts Institute of Technology. Elle a rejoint la faculté de l'Université de Californie à Berkeley en 1991. Elle a rejoint le personnel de recherche du Laboratoire national Lawrence-Berkeley en 1996 en tant que chercheuse associée à un poste de chercheur et a été directrice adjointe des laboratoires pour les sciences informatiques depuis 2010. 
Elle est connue pour son travail dans les langages de programmation d'Espace d'adressage global partitionnés (en), dont la co-invention des langages Unified Parallel C (UPC) et Titanium. Elle a également dirigé le projet Sparsity, la première bibliothèque à optimisation automatique pour les noyaux matriciels creux, et a co-dirigé le développement de l'interface optimisée pour les noyaux éparpillés (OSKI). De 2008 à 2012, elle a été directrice du Centre national de calcul scientifique pour la recherche énergétique (en). De 2009 à 2015, elle est membre du California Council on Science and Technology (en).

## Sélection de publications
- Tarek El-Ghazawi, William Carlson, Thomas Sterling et Katherine Yelick, UPC : Distributed Shared Memory Programming, John Wiley & Sons, 2005, 252 p. (ISBN 978-0-471-47837-9, lire en ligne)

## Prix et distinctions
En 2012, elle est nommée Fellow ACM « pour [ses] contributions aux langages informatiques parallèles utilisés à la fois dans la communauté de la recherche et dans les environnements de production ». En 2013, elle a reçu le prix Athena Lecturer de l'Association for Computing Machinery's Council on Women in Computing (ACM-W (en)) à la Supercomputing Conference SC13,,. Elle reçoit le prix Ken Kennedy (en) de l'ACM en 2015. En 2017, elle est élue à l'Académie nationale d'ingénierie des États-Unis et à l'Académie américaine des arts et des sciences. Elle est élue membre de l'Association américaine pour l'avancement des sciences en 2018.

## Vie privée
Yelick est marié à James Demmel, professeur à l'Université de Californie à Berkeley. Il est également Fellow de l'ACM et travaille en informatique et en algèbre linéaire numérique.